# Broniewice
Broniewice – wieś w Polsce, położona w województwie kujawsko-pomorskim, w powiecie inowrocławskim, w gminie Janikowo.
W latach 1975–1998 miejscowość administracyjnie należała do województwa bydgoskiego.
W 2010 roku ustanowiono pomnikiem przyrody dąb szypułkowy o obwodzie 462 cm rosnący w parku dworskim.
W XVIII w. były to dobra szlacheckie, a zarazem dominium. Należały do rodu Złotnickich aż do roku 1840.

## Zabytki
Według rejestru zabytków NID na listę zabytków wpisany jest zespół pałacowy, nr rej.: 194/A z 15.01.1986: pałac i park.
Pałac wybudowany został w roku 1880 przez Ferdynanda Tscheppe. Obecnie mieści się w nim szkoła podstawowa.